# Memorial Manuel Galera
Das Memorial Manuel Galera war eine Veranstaltung im Radsport in Armilla in der spanischen Provinz Granada und fand von 1972 bis 2004 statt. Es war ein Eintagesrennen.

## Geschichte
Das Memorial Manuel Galera (auch Galera Memorial) wurde zu Ehren von Manuel Galera veranstaltet. Galera war ein spanischer Radrennfahrer, der 1972 bei der Vuelta a Andalucía ums Leben kam. 1972 wurde das Rennen begründet. Von 1972 bis 1979 war es für Amateure ausgeschrieben, danach für Berufsfahrer.

## Palmarès
- 1972  Esteban García Roldán
- 1973  Ramón Guerrero Pozas
- 1974  Francisco Martín Peregrín
- 1975  Juan Cantero López
- 1976  Juan Cantero López
- 1977  Juan Enrique Bayo
- 1978  Francisco Martín Peregrín
- 1979  Miguel Ángel Fernández Vico
- 1980  Ángel Arroyo
- 1981  Juan Fernández Martín
- 1982  Jesús Guzmán Delgado
- 1983  Jesús Guzmán Delgado
- 1984  José Luis Navarro Martínez
- 1985  Ángel Ocaña
- 1986  Vicente Ridaura
- 1987  Juan Martínez Oliver
- 1988  Miguel Ángel Martínez Torres
- 1989  Jesús Cruz Martín
- 1990  Jesús Blanco Villar
- 1991  Wiktor Klimow
- 1992  Francisco Cabello
- 1993  Stephen Hodge
- 1994  José María Jiménez
- 1995  Ignacio García Camacho
- 1996  Iñaki Aiarzaguena
- 1997  Pablo Lastras
- 1998  Íñigo González de Heredia
- 1999  Juan Carlos Vicario
- 2000  Óscar Sevilla
- 2001  Pablo Lastras
- 2002  Carlos García Quesada
- 2003  Pedro Díaz Lobato
- 2004  Luis Pasamontes